# Eopachyloides
Eopachyloides is een geslacht van hooiwagens uit de familie Gonyleptidae.
De wetenschappelijke naam Eopachyloides is voor het eerst geldig gepubliceerd door H. Soares in 1970. 

## Soorten
Eopachyloides is monotypisch en omvat slechts de volgende soort:
- Eopachyloides trochanteralis